# Ed Steger
Eduard Alphonsus Maria Aloijsius (Ed) Steger (Amsterdam, 20 oktober 1902 – 9 maart 1985) was een Nederlands politicus van de RKSP.
Hij werd geboren als zoon van Alphonsus Maria Antonius Aloysius Steger (1874-1953; later hoogleraar en Eerste Kamerlid) en Maria Bertha Hendrika Kraetzer (1881-1967). Hij deed het gymnasium bij het Willibrorduscollege in Katwijk, werd in 1923 volontair bij de gemeentesecretarie van Oisterwijk en was vanaf 1926 nog een jaar volontair bij de gemeente Castricum. De laatste maanden van 1927 werkte Steger als ambtenaar ter secretarie bij de gemeente Eindhoven en vanaf begin 1928 was hij ruim tien jaar als commies-redacteur werkzaam bij de gemeentesecretarie van Heemstede. Daarnaast was hij onder andere secretaris van de afdeling Heemstede van de RKSP. In 1938 volgde zijn benoeming tot burgemeester van Oirschot. Burgemeester Steger kwam landelijk in het nieuws toen hij in 1961 ongeveer zestig Indië-veteranen uit Oirschot uitnodigde om een medaille (Ereteken voor Orde en Vrede) in ontvangst te nemen die hij al tien jaar eerder aan hen had moeten uitreiken maar al die tijd in een kast in het gemeentehuis waren blijven liggen. Steger ging in 1967 met pensioen en overleed in 1985 op 82-jarige leeftijd.